# Jarmila Kratochvílová
Jarmila Kratochvílová, ook wel Jarmil Kratovilova (Golčův Jeníkov, 26 januari 1951) is een Tsjecho-Slowaakse voormalige atlete, die was gespecialiseerd in de 400 en de 800 m. Op beide onderdelen veroverde zij de wereldtitel. Op de 400 m werd zij bovendien drievoudig Europees indoorkampioene, met daarnaast nog een vierde Europese indoortitel op de 200 m. Ze nam eenmaal deel aan de Olympische Spelen en behaalde bij die gelegenheid een zilveren medaille, eveneens op de 400 m. Zij vestigde wereldrecords op de 400 m (zowel in- als outdoor) en de 800 m. Dit laatste record, gevestigd in 1983, werd nooit verbeterd en beleefde in 2023 derhalve zijn 40-jarig jubileum.

## Biografie

### Arbeidsethos
In de kleine geboorteplaats Golčův Jeníkov van Jarmila Kratochvílová, dat je gezien het aantal inwoners eerder een dorp dan een stad zou noemen, stond in het gezin met drie dochters, waarvan Jarmila er een was, het arbeidsethos hoog aangeschreven. In een interview in 1983 verwoordde zij dit als volgt: "In de vijftien jaar dat ik nu aan atletiek doe, heb ik mij altijd het spreekwoord, dat ik als kind leerde van mijn ouders, voor ogen gehouden: zonder arbeid zijn er geen koekjes."Reeds als klein meisje viel zij dan ook al op. Wanneer zij in de oogsttijd de wagen met korenschoven laadde deed zij dat als kinderspel. Zij was zelfs een voorbeeld voor de meeste jongens in het dorp.

### Geen drukte
Zoals Kratochvílová hier zelf al aangeeft, begon zij pas relatief laat met atletiek. Dat zal wellicht ook te maken hebben gehad met het feit, dat die sport in haar directe omgeving nu niet bepaald in het centrum van de belangstelling stond. Op school stond ze bekend als 'een goede leerlinge uit een nette familie, die van sport nauwelijks benul had.' Later, toen zij eenmaal Europese en wereldtitels had veroverd en wereldrecords had gevestigd, maakte zij daar geen drukte over. "Dat is mij vreemd. Je wordt hier niet zo lang op de schouders geklopt bij een prestatie."

### Nationale titels
Zo men al uit was geweest op het geven van schouderklopjes, had Kratochvílová die voor het eerst in 1974 in ontvangst kunnen nemen. Toen veroverde zij haar eerste nationale titel: ze werd indoorkampioene op de 300 m, op 23-jarige leeftijd. Twee jaar later begon het pas goed; ze veroverde dat jaar zelfs drie nationale titels, eenmaal indoor op de 400 m en tweemaal outdoor op de 200 en 400 m. In totaal zou zij tussen 1974 en 1985 achttien keer nationaal kampioene worden op zes verschillende onderdelen.

### Zilver op EK indoor 1979
Haar eerste resultaat van enig internationaal gewicht behaalde Kratochvílová in 1977 op de Europese indoorkampioenschappen in San Sebastian. Ze werd er zesde op de 400 m. Een jaar later maakte ze deel uit van het Tsjecho-Slowaakse team op de 4 × 400 m estafette tijdens de Europese kampioenschappen in eigen land, Praag. Ook die wedstrijd eindigde in een zesde plaats.
Haar eerste internationale medaille veroverde Kratochvílová in 1979 op de EK indoor in Wenen; op de 400 m pakte ze het zilver in 51,81 s. Het had overigens net zo goed goud kunnen zijn, want de aan de leiding liggende Tsjecho-Slowaakse werd pas op de streep achterhaald door de Britse Verona Elder. De finishfoto moest de doorslag geven en die gaf 51,80 voor Elder en 51,81 voor Kratochvílová.

### Olympisch debuut eindigt in zilver
In het olympisch jaar 1980 had, voorafgaand aan de Olympische Spelen in Moskou, alleen wereldrecordhoudster Marita Koch een tijd binnen de 50 seconden laten noteren. Kratochvílová werd, ondanks haar opvallende optreden op de EK indoor een jaar eerder, niet als kandidate voor olympisch goud getipt. Toch was het de Tsjecho-Slowaakse die in de finale van de 400 m vanuit baan 6 als een razende van start ging, waardoor Koch in baan 4 alle zeilen moest bijzetten om haar voor te blijven. Dat lukte, maar de Oost-Duitse moest er wel alles voor uit de kast halen. Zij won in de olympische recordtijd van 48,88, slechts 0,28 seconden boven haar eigen wereldrecord. Kratochvílová werd tweede in 49,46 en de landgenote van Koch Christina Lathan-Brehmer derde in 49,66. Drie dames onder de 50 seconden in één race, het was nog nooit eerder voorgekomen.

### Wereldindoorrecords en goud op EK indoor 1981
Kratochvílová behoorde nu definitief tot de wereldtop en wilde dat weten ook. Reeds vroeg in het jaar, op 28 januari, verbeterde zij bij een indoorwedstrijd in Wenen maar liefst twee wereldindoorrecords: op de 400 m dook zij met 49,64 als eerste onder de grens van 50 seconden, waarbij zij het vorige record van Marita Koch van 51,24 uit 1977 met ruim anderhalve seconde verbeterde, terwijl zij diezelfde dag en passant ook het wereldindoorrecord op de 200 m van 23,1 naar 22,76 aanscherpte. Op de volgende EK indoor in Grenoble duldde de Tsjecho-Slowaakse op de 400 m dan ook geen enkele tegenstand en werd dit keer met afstand in 50,07 kampioene. Overigens ontbraken hier de Oost-Duitse atletes. Verona Elder, die haar een jaar eerder op de finishlijn nog de pas naar het goud had afgesneden, werd nu derde in 52,37.
Tijdens het hierop volgende buitenseizoen stond er geen groot kampioenschap op het programma, dus moest voor de 400 m het treffen tussen Marita Koch en Jarmila Kratochvílová tijdens de wedstrijd om de Wereldbeker in Rome op 5 september het hoogtepunt van het jaar worden. En dat werd het. De twee vedettes startten naast elkaar in de banen 5 (Kratochvílová) en 6 (Koch) en vochten zo een rechtstreeks duel uit, waarbij Kratochvílová direct zicht had op haar tegenstandster. Dat voordeel buitte de Tsjecho-Slowaakse ten volle uit. Zij kon zich optrekken aan haar tegenstandster en finishte in 48,61, de eerste keer dat zij door de barrière van 49 seconden brak; met deze tijd bleef zij slechts een honderdste seconde boven Kochs wereldrecord. Die finishte nu als tweede in 49,27. Kratochvílová na afloop: "Ik ben niet verrast over mijn prestatie. Ik wist dat ik beneden de 49 sec. kon komen want dit jaar ben ik er al en paar keer dicht bij geweest. In de laatste bocht wist ik dat ik kon winnen." Aan het eind van het jaar stond Kratochvílová op de wereldranglijst eerste op de 400 m, tweede op de 200 m en ook nog eens derde op de 100 m.

### Opnieuw goud op EK indoor in wereldrecordtijd
In 1982 was het EK indoor in Milaan het eerstvolgende doelwit van Kratochvílová. Opnieuw liet ze er geen enkel misverstand over bestaan aan wie de titel op de 400 m toebehoorde. In de finale ging zij als een trein door de bochten, passeerde halverwege in 23,47 om te finishen in 49,59, met een voorsprong van ruim anderhalve seconde op de tweede aankomende plus een verbetering van haar eigen wereldindoorrecord met 0,05 seconde. Het was dit record dat 41 jaar zou blijven voortbestaan en pas in 2023 door Femke Bol zou worden verbeterd. 
De Oost-Duitse Koch was haar nederlaag tegen Kratochvílová tijdens de wereldbekerwedstrijd een jaar eerder nog niet vergeten, dus die kwam optimaal geprepareerd aan de start op de EK in Athene in september. In de 400 m finale had ditmaal zij het voordeel om vanuit baan 3 de Tsjecho-Slowaakse in de rug te kijken en hoewel die ontzettend hard van start ging, had de Oost-Duitse haar halverwege toch al te pakken om met 5 meter voorsprong te finishen in 48,16, ruim drietiende seconde onder haar wereldrecord uit 1979. Kratochvílová werd tweede in 48,85. De deskundigen waren het er na afloop over eens dat Koch zonder de stimulans van Kratochvílová nooit tot deze superprestatie was gekomen.Ook op de 4 × 400 m estafette bleek het Oost-Duitse kwartet superieur. In de nieuwe wereldrecordtijd van 3.19,05 grepen Koch cs naar het goud, terwijl de Tsjecho-Slowaakse ploeg, ondanks opnieuw een geweldig goed optreden van Kratochvílová, alle zeilen moest bijzetten om zich de Russische ploeg van het lijf te houden en in 3.22,17 het zilver te veroveren. Voor Rusland restte in 3.22,79 het brons.

### Wereldrecords op 800 en 400 m
Het jaar 1983 was een belangrijk jaar in de geschiedenis van de atletiek, omdat het in het teken stond van de start van een nieuw internationaal kampioenschapstoernooi: de wereldkampioenschappen atletiek, die dit jaar voor het eerst zouden worden gehouden in Helsinki. Kratochvílová liet zich aan het begin van het jaar alweer gelijk van haar beste kant zien door op de EK indoor, met ditmaal Boedapest als locatie, de 400 m voor de derde achtereenvolgende keer te winnen. Opnieuw liet zij zien dat zij ook zonder tegenstand van betekenis tot geweldige prestaties in staat was, want deze keer stormde ze over de finish in 49,69, twee volle seconden sneller dan de Oost-Duitse Kirsten Siemon, die in 51,70 het zilver veroverde.
Ter verdere voorbereiding op de WK in Helsinki, die van 7 tot 14 augustus gepland stonden, had Kratochvílová zich aangemeld voor een avondwedstrijd in het Olympisch Stadion in München op dinsdag 26 juli, twee dagen nadat zij in eigen land voor de derde keer nationaal kampioene was geworden in 48,45. Een wereldrecordprestatie, als ze het jaar ervoor Marita Koch niet zelf tot een wereldrecordtijd van 48,16 had opgejaagd. Op weg naar München bemerkte ze echter pijn in haar bovenbeen. In het vliegtuig overlegde zij met haar trainer wat haar nu te doen stond. Hoe kon ze haar tocht naar München rechtvaardigen? In geen geval wilde zij een 200 m lopen, daarvoor had ze te veel last van haar bovenbeen en evenmin een 400 m na de inspanning van enkele dagen ervoor. "Het werd dus de 800 meter omdat er eenvoudig geen andere keus was. Omdat de trainer niets van mij verwachtte, lag hij maar wat in het gras en keek af en toe op zijn stopwatch. Ik wist geen enkele tussentijd, totdat ik bij het opkomen van het laatste rechte stuk plotseling op het elektronisch scorebord zag hoe hard het eigenlijk ging. Omdat ik alle wereldrecords in mijn hoofd heb, realiseerde ik mij ineens dat ik op weg was dat op de 800 meter te breken. Ik zette nog een keer alles op alles en kwam inderdaad onder het record, dat met 1.53,43 op naam van Nadesja Olisarenko stond!” Aldus Jarmila Kratochvílová, die die avond uitkwam op 1.53,28. Dit is het oudste officiële wereldrecord in de vrouwenatletiek (outdoor).

### WK 1983: tweemaal goud, eenmaal zilver en een wereldrecord
Het onverwachte wereldrecord stelde Kratochvílová echter voor een dilemma. Op welk atletiekonderdeel moest zij zich op de aanstaande wereldkampioenschappen nu richten? Een optreden op zowel de 400 als de 800 m zou betekenen, dat zij drie achtereenvolgende dagen op beide afstanden een race zou moeten lopen. Als Marita Koch echter ook op de 400 m zou uitkomen, was die combinatie ondenkbaar. De Tsjecho-Slowaakse was van mening dat als je Koch wilde verslaan, je je daarop alleen moest concentreren en geen uitstapjes moest maken naar andere afstanden. In Helsinki hoorde zij evenwel, dat Koch de voorkeur had gegeven aan de korte sprintafstanden. Dat maakte voor Kratochvílová de weg vrij voor de combinatie van 400 en 800 m, maar zorgde tegelijk voor een andere, nieuwe druk. "Ik hield mij steeds maar voor, wanneer Koch niet meedoet, dan moet jij de 400 meter winnen. Iedereen zei toch immers 'wanneer Koch niet loopt, wint Kratochvílová de 400 meter.' Zo werd de 800 meter voor mij een soort voorgerecht en de 400 meter de hoofdmaaltijd", aldus Kratochvílová. Haar zorgen bleken echter onnodig. Het 'voorgerecht' eindigde in goud en 1.54,68 als winnende tijd, het 'hoofdgerecht' in goud en een wereldrecord van 47,99, de eerste keer dat een vrouw onder de 48 seconden bleef. Direct na die overwinning was ze nog even bang, dat de tijd zou worden afgerond naar 48,00. De eindtijd bleef echter staan op 47,99. Kratochvílová: "Toen dat bekend werd gemaakt, leek het wel alsof ik droomde..." Het gedenkwaardige toernooi eindigde voor de Tsjecho-Slowaakse met zilver op de 4 × 400 m estafette, want daar deed Koch natuurlijk wel aan mee en dus was het prompt het Oost-Duitse team dat hier in 3.19,73 zegevierde. Daar kon zelfs de voor Kratochvílová als laatste loopster met vliegende start geklokte 47,75 niets meer aan veranderen.

### Trainster na einde atletiekloopbaan
Jarmila Kratochvílová beëindigde haar atletiekloopbaan in 1987 en is sindsdien werkzaam als trainster. Zij was onder andere de atletiekcoach van Ludmila Formanová, wereldkampioene op de 800 m in 1999.

## Dopinggeruchten
Kratochvílová is een controversieel geval in de atletiek. Haar hypergespierde en 'onvrouwelijke' uiterlijk, evenals het feit dat zij haar beste resultaten behaalde na haar dertigste, zorgden ervoor dat er veel geruchten en speculaties de ronde deden over het mogelijke gebruik van doping, hoewel er nooit bewijs voor is gevonden. In het begin van de jaren tachtig waren de antidopingtests echter nog onderontwikkeld en bleven veel verboden middelen onopgemerkt. Op 16 augustus 2006 berichtte Reuters, dat er geheime documenten waren gevonden, waarin stond dat artsen in de jaren tachtig verboden middelen, zoals nandrolon, norandrosteron en stanozolol, aan Tsjechische sporters toedienden. Het ging hier om een groot scala aan sporten, waaronder atletiek.

## Titels
- Wereldkampioene 400 m - 1983
- Wereldkampioene 800 m - 1983
- Europees indoorkampioene 200 m - 1984
- Europees indoorkampioene 400 m - 1981, 1982, 1983
- Tsjecho-Slowaaks kampioene 100 m - 1979, 1980
- Tsjecho-Slowaaks kampioene 200 m - 1976, 1978, 1979, 1980
- Tsjecho-Slowaaks kampioene 400 m - 1976, 1982, 1983, 1984
- Tsjecho-Slowaaks kampioene 800 m - 1985
- Tsjecho-Slowaaks indoorkampioene 60 m - 1979, 1981
- Tsjecho-Slowaaks indoorkampioene 300 m - 1974
- Tsjecho-Slowaaks indoorkampioene 400 m - 1976, 1977, 1978, 1979

## Persoonlijke records
Outdoor
| Onderdeel | Prestatie               | Datum            | Plaats     |
| --------- | ----------------------- | ---------------- | ---------- |
| 100 m     | 11,09 s (+1,7 m/s) (NR) | 6 juni 1981      | Bratislava |
| 200 m     | 21,97 s (+1,9 m/s) (NR) | 6 juni 1981      | Bratislava |
| 400 m     | 47,99 s (ex-WR; NR)     | 10 augustus 1983 | Helsinki   |
| 800 m     | 1.53,28 (WR)            | 26 juli 1983     | München    |

Indoor
| Onderdeel | Prestatie           | Datum           | Plaats   |
| --------- | ------------------- | --------------- | -------- |
| 60 m      | 7,33 s              | 1 januari 1981  | Jablonec |
| 200 m     | 22,76 s (ex-WR; NR) | 28 januari 1981 | Wenen    |
| 400 m     | 49,59 s (ex-WR; NR) | 7 maart 1982    | Milaan   |

## Prestaties

### 60 m
- 1979:  Tsjecho-Slowaakse indoorkamp. - 7,39 s
- 1981:  Tsjecho-Slowaakse indoorkamp. - 7,30 s

### 100 m
- 1979:  Tsjecho-Slowaakse kamp. - 11,84 s
- 1980:  Tsjecho-Slowaakse kamp. - 11,49 s

### 200 m
- 1976:  Tsjecho-Slowaakse kamp. - 24,37 s
- 1978:  Tsjecho-Slowaakse kamp. - 23,55 s
- 1979:  Tsjecho-Slowaakse kamp. - 23,54 s
- 1980:  Tsjecho-Slowaakse kamp. - 22,92 s
- 1981:  Wereldbeker - 22,31 s
- 1981:  Europacup B - 22,40 s
- 1983:  Europacup A - 22,40 s
- 1984:  EK indoor - 23,02 s

### 300 m
- 1974:  Tsjecho-Slowaakse indoorkamp. - 40,6 s

### 400 m
- 1976:  Tsjecho-Slowaakse indoorkamp. - 57,6 s
- 1976:  Tsjecho-Slowaakse kamp. - 53,59 s
- 1977:  Tsjecho-Slowaakse indoorkamp. - 55,9 s
- 1977: 6e EK indoor - 53,95 s
- 1978:  Tsjecho-Slowaakse indoorkamp. - 54,94 s
- 1979:  Tsjecho-Slowaakse indoorkamp. - 52,79 s
- 1979:  EK indoor - 51,81 s
- 1980:  OS - 49,46 s
- 1981:  EK indoor - 50,07 s
- 1981:  Europacup B - 52,10 s
- 1981:  Wereldbeker - 48,61 s
- 1982:  EK indoor - 49,59 s
- 1982:  Tsjecho-Slowaakse kamp. - 49,03 s
- 1982:  EK - 48,85 s
- 1983:  EK indoor - 49,69 s
- 1983:  Tsjecho-Slowaakse kamp. - 48,45 s (NR)
- 1983:  WK - 47,99 s (WR)
- 1984:  Tsjecho-Slowaakse kamp. - 49,47 s
- 1985: 5e Wereldbeker - 50,95 s

### 800 m
- 1983:  WK - 1.54,68
- 1983:  Europacup A - 1.58,79
- 1983:  Europacup A - 1.55,91
- 1985:  Tsjecho-Slowaakse kamp. - 1.56,27
- 1985:  Wereldbeker - 2.01,99
- 1985:  Memorial Van Damme - 1.58,50
- 1985:  Grand Prix Finale - 1.59,09
- 1987:  Europacup A - 1.59,26
- 1987: 5e WK - 1.57,81

### 4 x 400 m estafette
- 1978: 6e EK - 3.30,4
- 1979: 4e Wereldbeker - 3.27,39
- 1981:  Wereldbeker - 3.23,03
- 1982:  EK - 3.22,17
- 1983:  WK - 3.20,32
- 1985:  Wereldbeker - 3.28,47

## Onderscheidingen
- Europees sportvrouw van het jaar (Evgen Bergant Trofee) - 1983

1983 Jarmila Kratochvílová ·
1987 Olga Bryzgina ·
1991 Marie-José Pérec ·
1993 Jearl Miles-Clark ·
1995 Marie-José Pérec ·
1997 Cathy Freeman ·
1999 Cathy Freeman ·
2001 Amy Mbacke Thiam ·
2003 Ana Guevara ·
2005 Tonique Williams-Darling ·
2007 Christine Ohuruogu ·
2009 Sanya Richards ·
2011 Amantle Montsho ·
2013 Christine Ohuruogu ·
2015 Allyson Felix ·
2017 Phyllis Francis ·
2019 Salwa Eid Naser ·
2022 Shaunae Miller-Uibo ·
2023 Marileidy Paulino
1983 Jarmila Kratochvílová ·
1987 Sigrun Wodars ·
1991 Lilia Noeroetdinova ·
1993 Maria Mutola ·
1995 Ana Fidelia Quirot ·
1997 Ana Fidelia Quirot ·
1999 Ludmila Formanová ·
2001 Maria Mutola ·
2003 Maria Mutola ·
2005 Zulia Calatayud ·
2007 Janeth Jepkosgei ·
2009 Caster Semenya ·
2011 Caster Semenya ·
2013 Eunice Jepkoech Sum ·
2015 Marina Arzamasova ·
2017 Caster Semenya ·
2019 Halimah Nakaayi ·
2022 Athing Mu ·
2023 Mary Moraa
- Gemeinsame Normdatei: 1230247203
- World Athletics: 14351036
- International Standard Name Identifier: 0000 0000 5568 1289
- Library of Congress Control Number: n86125949
- Nationale Bibliotheek van Tsjechië: jn20000401475
- Virtual International Authority File: 67955024